# Jan V van Zator
Jan V van Zator (circa 1455 - 17 september 1513) was van 1468 tot aan zijn dood hertog van Zator. Hij behoorde tot de Silezische tak van het huis Piasten.

## Levensloop
Jan V was de derde zoon van hertog Wenceslaus I van Zator en diens echtgenote Margaretha Kopczowska, dochter van Urban Kopczowski, een edelman uit het hertogdom Siewierz. Op 18 mei 1477 huwde hij met Barbara (1452/1453-1507), dochter van hertog Bolesław II van Teschen en weduwe van hertog Balthasar van Sagan. Het huwelijk bleef kinderloos. Ook had hij een buitenechtelijke zoon Jan (1500-1521).
Na de dood van zijn vader in 1465 erfde hij samen met zijn oudere broer Casimir II en Wenceslaus II en zijn jongere broer Wladislaus het hertogdom Zator. In 1474 verdeelden de vier broers het hertogdom Zator in twee delen, met als natuurlijke grens de Skawa-rivier. Wenceslaus II en Casimir II kregen het oostelijke deel, Jan V en Wladislaus het westelijke. Ook de stad en het slot van Zator, die zich aan de Skawa bevonden, werden onderling verdeeld. 
Na het overlijden van zijn drie broers kwam Jan V in 1494 in het volledige bezit van het hertogdom Zator. Op 29 juli 1494 besloot hij het hertogdom te verkopen aan koning Jan I Albrecht van Polen. In ruil kreeg hij het levenslange nutsgebruik over het hertogdom Zator en mocht hij de hertogelijke titel blijven voeren. 
In september 1513 werd Jan V vermoord door de Poolse edelman Wawrzyniec Myszkowski, met wie hij een ruzie had. Met zijn dood stierf de linie Zator van het huis Piasten uit. Na zijn overlijden werd Zator door het koninkrijk Polen geannexeerd. Jan werd begraven in de stad Zator.